# Jungle Rot
I Jungle Rot sono un gruppo musicale death metal statunitense formatosi a Kenosha, in Wisconsin.

## Storia del gruppo
Inizialmente, i Jungle Rot furono fondati come un side project da Jim Harte e Joe Thomas, membri dei Prisoner. Il nome in inglese significa "ulcera tropicale", e indica un tipo di ulcera del piede causata dai batteri e dall'umidità delle zone tropicali. Dopo aver pubblicato due demo, il gruppo pubblicò il loro album di debutto Slaughter the Weak nel 1997 sotto la Pulverizer Records. Seguirono Dead and Buried, Fueled by Hate e Warzone. Il gruppo stabilì la prima line-up a lungo termine nel 2005, con James Genenz al basso e Geoff Bub alla chitarra. Intorno a quest'anno, i Jungle Rot intrapresero tour con Deicide, Goatwhore, Cattle Decapitation, Krisiun, The Black Dahlia Murder, 25 Ta Life, Hate Eternal, Incantation, e Vital Remains. Nel 2006 fu pubblicato Warzone sotto la Crash Music,
La band firmò un contratto con la Napalm Records nel 2009, sotto la quale fu pubblicato What Horrors Await, seguito da un tour in Europa con i Six Feet Under Dall'aprile 2011 sono sotto contratto con la Victory Records, e hanno pubblicato con essa Kill on Command, Terror Regime, Order Shall Prevail e Jungle Rot., intraprendendo tour con Suffocation, Obituary, Broken Hope, Decrepit Birth, Warbringer e Destruction.
Nel 2015, i Jungle Rot hanno partecipato al Mayhem Festival e al 70000 Tons of Metal. Hanno anche pubblicato un video per il brano Paralyzed Prey su Vevo.

## Formazione
Attuale
- Dave Matrise – voce, chitarra (1994–presente)
- James Genenz – basso (2005-presente), chitarra (2004-2005)
- Geoff Bub – chitarra (2005–presente)

Ex-componenti
- Joe Carlino – basso (1993–1994)
- Brian Kuhn – basso (1994–1995)
- Mike LeGros – basso (1999–2000)
- Jim Garcia – batteria (1999–2002)
- Joe Thomas – voce chitarra (1992–1994)
- Chris "Wisco" Djuricic – basso (1995–1999, 2001–2003), chitarra (2004)
- Jim Harte – basso (1992–1997)
- Jim Bell – chitarra (1994–2000)
- Rob Pandola – batteria (1997–1998)
- Kevin Forsythe – chitarra (2000–2002)
- Jerry Sturino – basso (2004–2005)
- Eric House – batteria (2004–2006 / 2008–2010)
- Joey Lohr – chitarra (2004–2005)
- Neil Zacharek – batteria (2006–2007)
- Jesse Beahler – batteria (2010–2013)

Turnisti
- Spenser Syphers - batteria (2018-present)
- Jason Adam Borton – batteria (2016)
- Remington Roberts – batteria (2013–2016)
- Parker Yowell – batteria (2016)
- Mike Miczek – batteria (2014)
- Shawn Johnson – batteria (1999)
- Tony Ochoa – batteria (2010)
- Andy Vehnekamp – batteria (1999)
- Joey Muha – batteria (2015)
- Scott Fuller – batteria (2013)
- Chris 'Wisco' Djuricic – chitarra (2013)

## Discografia

### Album in studio
- 1997 – Slaughter the Weak
- 2001 – Dead and Buried
- 2004 – Fueled by Hate
- 2006 – Warzone
- 2009 – What Horror Await
- 2011 – Kill on Command
- 2013 – Terror Regime
- 2015 – Order Shall Prevail
- 2018 – Jungle Rot

### Demo e EP
- 1993 - Rip Off Your Face
- 1995 - Skin the Living
- 1998 - Darkness Foretold

### DVD
- 2006 - Live in Germany